# Honoré Bucelle
Honoré Bucelle est un homme politique français né le 22 septembre 1762 à Turriers (Provence) et mort le 18 décembre 1844 à Gap (Hautes-Alpes).

## Biographie
Fils de notaire, Honoré Bucelle fut receveur, puis directeur de l'enregistrement à Gap, dans les Hautes-Alpes. Il est nommé chevalier de la Légion d'honneur, le 29 avril 1821, puis officier, le 29 novembre 1826.

## Carrière politique
Élu député des Hautes-Alpes, en novembre 1820, il fut réélu en août 1822, avec 100 voix sur 102, puis en février 1824, avec 111 voix sur 112, pour 137 inscrits.